# Ігри Співдружності 2014
«Ігри Співдружності 2014» (англ. "'XX Commonwealth Games"', неофіційно — англ. "'2014 Commonwealth Games"') — проходили у Глазго в Шотландії, з 23 липня по 3 серпня 2014 року.
Це найбільше мульти-спортивний захід, який коли-небудь проводилися в Шотландії з участю 4950 спортсменів з 71 різних країн і територій, 17 різних видах спорту, хоча раніше брала в Единбурзі проходили Ігри Співдружності 1970 і 1986. За останні 10 років, в Глазго і в цілому в Шотландії пройшли світові, європейські, чи британські змагання у всіх 17 видах спорту, пропонованих на Іграх Співдружності 2014, в тому числі чемпіонат світу з бадмінтону 1997 року.

## Вибори міста проведення
Шотландія була першою країною, якій було запропоновано провести Ігри Співдружності 2014. У вересні 2004 року Глазго був запропонований як місце проведення з економічних міркувань. 16 серпня 2005 року шотландський уряд під головуванням Джек МакКонелла за підтримки уряду Сполученого Королівства і ключових партій парламенту Шотландії офіційно оголосило намір Глазго приймати Гри.
У березні 2006 року голосування почалося. У ньому взяли участь три міста: Глазго (Шотландія), Абуджа (Нігерія, Галіфакс (Канада). У жовтні 2006 року пройшла перевірка якості інфраструктури Глазго для проведення Ігор. 16 січня 2007 року
Джек МакКонелл оголосив, що в Глазго будуть проведені змагання з 17 видів спорту, і висловив надію, що заявка міста буде схвалена. 8 березня 2007 року Галіфакс відкликав свою кандидатуру через нестачу фінансування.
Остаточне рішення було прийнято в Коломбо у Шрі-Ланці 9 листопада 2007 року. У підсумку, переможцем голосування став Глазго, вигравши у Абуджа 23 голоси (47 проти 24).
| Країна    | Місто  | Голоси |
| --------- | ------ | ------ |
| Шотландія | Глазго | «47»   |
| Нігерія   | Абуджа | 24     |

## Країни і території-учасниці

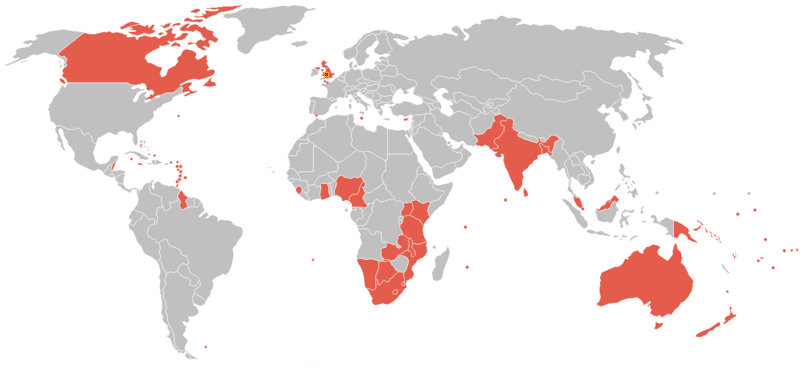
Країни-учасниці

В іграх взяли участь представники 71 країни, приблизно 4950 атлетів, завдяки чому Ігри Співдружності 2014 року стали найбільш численними за кількістю атлетів. 7 жовтня 2013 року, Гамбія, що вийшла із Співдружності п'ятьма днями раніше, підтвердила, що не буде брати участь в іграх.

## Календар
Розклад ігор:
«Скрізь зазначено британський літній час (UTC+1)»
| ЦВ | Церемонія відкриття | ● | Кваліфікаційні змагання | 1 | Фінали змагань | ЦЗ | Церемонія закриття |

| Липень/Серпень     | Липень/Серпень     | 23 Ср | 24 Чт | 25 Пт | 26 Сб | 27 Вс | 28 Пн | 29 Вт | 30 Ср | 31 Чт | 1 Пн | 2 Сб | 3 Вс | Змагання |
| ------------------ | ------------------ | ----- | ----- | ----- | ----- | ----- | ----- | ----- | ----- | ----- | ---- | ---- | ---- | -------- |
| Церемонії          | Церемонії          | ЦВ    |       |       |       |       |       |       |       |       |      |      | ЦЗ   |          |
| Легка атлетика     | Легка атлетика     |       |       |       |       | 4     | 7     | 7     | 7     | 9     | 7    | 9    |      | 50       |
| Бадмінтон          | Бадмінтон          |       | ●     | ●     | ●     | ●     | 1     | ●     | ●     | ●     | ●    | ●    | 5    | 6        |
| Бокс               | Бокс               |       |       | ●     | ●     | ●     | ●     | ●     | ●     | ●     | ●    | 13   |      | 11       |
| Велосипедний спорт | Велосипедний спорт |       | 4     | 4     | 5     | 4     |       | 2     |       | 2     |      |      | 2    | 23       |
| Стрибки у воду     | Стрибки у воду     |       |       |       |       |       |       |       | 3     | 2     | 3    | 2    |      | 10       |
| Гімнастика         | Гімнастика         |       | 1     | 1     | 4     |       | ●     | 2     | 2     | 5     | 5    |      |      | 20       |
| Хокей на траві     | Хокей на траві     |       | ●     | ●     | ●     | ●     | ●     | ●     | ●     | ●     | ●    | 1    | 1    | 2        |
| Дзюдо              | Дзюдо              |       | 5     | 4     | 5     |       |       |       |       |       |      |      |      | 14       |
| Боулз              | Боулз              |       | ●     | ●     | 1     | 2     | 2     | ●     | ●     | 2     | 3    |      |      | 10       |
| Нетбол             | Нетбол             |       | ●     | ●     | ●     | ●     | ●     | ●     | ●     | ●     | ●    | ●    | 1    | 1        |
| Регбі              | Регбі              |       |       |       | ●     | 1     |       |       |       |       |      |      |      | 1        |
| Стрілянина         | Стрілянина         |       |       | 3     | 5     | 2     | 4     | 5     |       |       |      |      |      | 19       |
| Сквош              | Сквош              |       | ●     | ●     | ●     | ●     | 2     | ●     | ●     | ●     | ●    | 1    | 2    | 5        |
| Плавання           | Плавання           |       | 6     | 8     | 7     | 7     | 8     | 8     |       |       |      |      |      | 44       |
| Настільний теніс   | Настільний теніс   |       | ●     | ●     | ●     | 1     | 1     | ●     | ●     | ●     | 2    | 3    |      | 7        |
| Тріатлон           | Тріатлон           |       | 2     |       | 1     |       |       |       |       |       |      |      |      | 3        |
| Важка атлетика     | Важка атлетика     |       | 2     | 2     | 2     | 2     | 2     | 2     | 2     | 1     |      | 4    |      | 19       |
| Вільна боротьба    | Вільна боротьба    |       |       |       |       |       |       | 5     | 5     | 4     |      |      |      | 14       |
| Всього змагань     | Всього змагань     |       | 20    | 22    | 30    | 23    | 27    | 31    | 19    | 25    | 20   | 33   | 11   | 261      |
| Комплекти медалей  | Комплекти медалей  |       | 20    | 42    | 72    | 95    | 122   | 153   | 172   | 197   | 217  | 250  | 261  |          |
| Липень/Серпень     | Липень/Серпень     | 23 Ср | 24 Чт | 25 Пт | 26 Рб | 27 Вс | 28 Пн | 29 Вт | 30 Ср | 31 Чт | 1 Пт | 2 Рб | 3 Вс | Змагання |

## Види спорту
| - Стрибки у воду - Плавання - Легка атлетика «(подробиці)» - Бадмінтон - Бокс - Велосипедний спорт - Маунтінбайк - Шосейний велоспорт - Велотрековые гонки | - Спортивна гімнастика - Художня гімнастика - Хокей на траві - Дзюдо - Боулз - Нетбол - Регбі - Стрілянина - Сквош | - Настільний теніс - Тріатлон - Важка атлетика - Вільна боротьба |

## Медальний залік
«'Жирний»' виділено найбільшу кількість медалей в своїй категорії; країна-організатор також виділена.
| «Загальна кількість медалей» | «Загальна кількість медалей» | «Загальна кількість медалей» | «Загальна кількість медалей» | «Загальна кількість медалей» | Всього |
| ---------------------------- | ---------------------------- | ---------------------------- | ---------------------------- | ---------------------------- | ------ |
| Місце                        | Країна                       | Золото                       | Срібло                       | Бронза                       | Всього |
| 1                            | Англія                       | 58                           | 59                           | 57                           | 174    |
| 2                            | Австралія                    | 49                           | 42                           | 46                           | 137    |
| 3                            | Канада                       | 32                           | 16                           | 34                           | 82     |
| 4                            | Шотландія                    | 19                           | 15                           | 19                           | 53     |
| 5                            | Індія                        | 15                           | 30                           | 19                           | 64     |
| 6                            | Нова Зеландія                | 14                           | 14                           | 17                           | 45     |
| 7                            | ПАР                          | 13                           | 10                           | 17                           | 40     |
| 8                            | Нігерія                      | 11                           | 11                           | 14                           | 36     |
| 9                            | Кенія                        | 10                           | 10                           | 5                            | 25     |
| 10                           | Ямайка                       | 10                           | 4                            | 8                            | 22     |
| «Всього медалей»             | «Всього медалей»             | 261                          | 261                          | 302                          | 824    |

## Допінг
Нігерійська важкоатлетка Лічильники Амалаха провалила тест на допінг і припинила свою участь в Іграх незабаром після перемоги у ваговій категорії до 53 кг.
Проба «А» ботсванського бігуна на дистанції 400 метрів Амантле Монтшо дала позитивний результат. В її крові виявлений заборонений препарат метилгексанамін. 4 серпня пройшло повторне тестування, взято пробу Б, яка підтвердила наявність допінгу. У березні 2015 року Ботсванська легкоатлетична федерація наклала на бігуню дворічну дискваліфікацію.